# Otto Michaelis (Politiker)

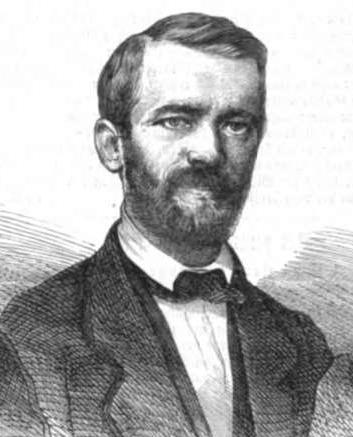
Otto Michaelis (Grafik von Hermann Scherenberg, 1862)

Otto Michaelis (* 12. September 1826 in Lübbecke; † 9. Dezember 1890 in Berlin) war ein deutscher Jurist und Journalist. Als Politiker war er ein entschiedener Vertreter des Wirtschaftsliberalismus.

## Leben
Michaelis studierte ab 1844 Rechtswissenschaft an der Rheinischen Friedrich-Wilhelms-Universität Bonn und der Friedrich-Wilhelms-Universität zu Berlin. 1847 wurde er Auskultator am Appellationsgericht Paderborn. Wegen seiner Beteiligung an der Deutschen Revolution 1848/49 musste er den Staatsdienst quittieren. Ab 1849 war er hauptberuflicher Journalist. Ab 1856 war er Chefredakteur des volkswirtschaftlichen Teils der National-Zeitung. Michaelis war führendes Mitglied des Kongresses deutscher Volkswirte.
1862 wurde er für die Deutsche Fortschrittspartei Mitglied des Preußischen Abgeordnetenhauses, dem er bis 1867 angehörte. 1866 trat er aus der Fortschrittspartei aus und der Nationalliberalen Partei bei, die er 1867 im Reichstag des Norddeutschen Bundes vertrat. 1867 wurde er von Rudolph von Delbrück als Vortragender Rat ins Bundeskanzleramt berufen, wodurch sein Reichstagsmandat erlosch. Michaelis war entscheidend für die wirtschaftliche, legislative und institutionelle Einigung im Norddeutschen Bund und äußerst wichtig für das spätere Deutsche Kaiserreich. 1880 wurde Michaelis Präsident des Reichsinvalidenfonds.
Michaelis galt als wirtschaftsliberal, aber nicht als Freihändler, Manchestermann und auch nicht als dogmatisch, dafür aber als sehr pragmatisch. Er war das erste prominente Mitglied der Fortschrittspartei, das aus pragmatischen Gründen aus dieser Partei austrat und damit den Weg zur Gründung einer nationalliberalen Partei ebnete.
1868 wurde er als korrespondierendes Mitglied in die Russische Akademie der Wissenschaften in Sankt Petersburg aufgenommen.
Otto Michaelis starb 1890 im Alter von 64 Jahren in Berlin. Seine letzte Ruhestätte fand er auf dem Alten Zwölf-Apostel-Kirchhof in Schöneberg bei Berlin. Das Grab ist nicht erhalten.

## Schriften
- Volkswirtschaftliche Schriften. zwei Bände. Berlin 1873.